# Ángel (canción de Yuridia)
«Ángel» es el sencillo debut de la cantante mexicana Yuridia, que se desprende de su primer álbum, La voz de un ángel. Este sencillo llegó a vender más de 100 000 copias, certificándolo dos Discos de Oro, según la AMPROFON.

## Información
En 2005, Yuridia, lanzó «Ángel», una versión en español de la canción «Angels» de Robbie Williams, como su sencillo de debut. Dicha canción ya la había interpretado durante su estancia en el reality show. La canción también forma parte del primer álbum en vivo de la cantante, Primera fila: Yuridia. «Ángel» fue transformada a una versión más acústica.

## Posición en listas
| Listas (2005)                    | Posición alcanzada |
| -------------------------------- | ------------------ |
| Billboard México Español Airplay | 42                 |
| Billboard Hot Latin Songs        | 32                 |
| Billboard Latin Airplay          | 32                 |
| Billboard Latin Pop Airplay      | 11                 |

## Certificaciones
| País   | Organismo certificador | Certificación | Ref.  |
| ------ | ---------------------- | ------------- | ----- |
| México | AMPROFON               | 2x Oro        | [ 1 ] |